# Yvon Petra
Yvon Petra   (Cho-lon, 8 de març de 1916 - Saint-Germain-en-Laye, 12 de setembre de 1984) va ser un tennista professional francès durant les dècades de 1930 i 1940.
En el seu palmarès destaquen quatre títols de Grand Slam: un individual, dos en dobles masculins i un en dobles mixts, d'un total de sis finals disputades. És el darrer tennista francès que va guanyar el torneig de Wimbledon individualment, l'any 1946, i també destacar per ser el darrer tennista en vestir pantalons llargs en la final de Wimbledon.
Durant la Segona Guerra Mundial va ser presoner de guerra, i després del seu alliberament va emigrar als Estats Units per treballar com a tennista professional a Chicago i Connecticut.
Va ser inclòs en l'International Tennis Hall of Fame l'any 2016.

## Torneigs de Grand Slam

### Individual: 1 (0−1)
| Resultat  | Núm. | Any  | Campionat               | Oponent     | Marcador                |
| --------- | ---- | ---- | ----------------------- | ----------- | ----------------------- |
| Guanyador | 1.   | 1946 | Wimbledon Championships | Geoff Brown | 6−2, 6−4, 7−9, 5−7, 6−4 |

### Dobles masculins: 2 (2−0)
| Resultat  | Núm. | Any  | Campionat                    | Parella           | Oponents                    | Marcador                 |
| --------- | ---- | ---- | ---------------------------- | ----------------- | --------------------------- | ------------------------ |
| Guanyador | 1.   | 1938 | Internationaux de France     | Bernard Destremau | Don Budge Gene Mako         | 3−6, 6−3, 9−7, 6−1       |
| Guanyador | 2.   | 1946 | Internationaux de France (2) | Marcel Bernard    | Enrique Morea Pancho Segura | 7−5, 6−3, 0−6, 1−6, 10−8 |

### Dobles mixts: 3 (1−2)
| Resultat   | Núm. | Any  | Campionat                | Parella              | Oponents                       | Marcador       |
| ---------- | ---- | ---- | ------------------------ | -------------------- | ------------------------------ | -------------- |
| Guanyadora | 1.   | 1937 | Internationaux de France | Simonne Mathieu      | Marie-Luise Horn Roland Journu | 7−5, 7−5       |
| Finalista  | 1.   | 1937 | Wimbledon Championships  | Simonne Mathieu      | Alice Marble Don Budge         | 1−6, 4−6       |
| Finalista  | 2.   | 1937 | US Championships         | Sylvie Jung Henrotin | Sarah Palfrey Don Budge        | 2−6, 10−8, 0−6 |